# Калотипія
Калотипія (від грецького «калос» — красивий, «типос» — відбиток) — спосіб отримання негативного зображення на папері, просоченому світлочутливим розчином. Негативне зображення використовувалось згодом для виготовлення позитивних паперових відбитків.
Винахідник калотипії — англійський учений Вільям Генрі Фокс Телбот (англ. William Henry Fox Talbot, 1800—1877). Телбот трохи не встиг у гонитві за пальмою «фотографічної» першості — перший паперовий негатив був отриманий Телботом в 1835 році, за два роки до офіційного оголошення дагеротипії. Доопрацювання та удосконалення процесу отримання позитивного зображення сталося вже в 1839 році. Офіційно процес був представлений в 1841 році і став популярним десь на десятиліття.

## Винайдення
Фокс Телбот був різнобічним ученим. Він автор праць з математики та хімії, археології та лінгвістики. Вирушаючи в подорож, вчений брав із собою камеру-обскуру і користувався нею. «При розгляді чарівного зображення в камері-обскурі мені часто приходила думка, що було б бажано утримати якщо не його колір, то, принаймні, світло і тіні», писав Телбот згодом. Вчений був досконально знайомий з усіма дослідами винахідників попереднього часу, які шукали способи закріплення «сонячного» малюнка. Радився у ряді своїх досліджень зі знаменитим фізиком Джоном Фредеріком Гершелем, якого як вченого цікавила природа сонячного променя.
Ще влітку 1835 Телбот з півгодинною витримкою зробив знімки своєї дачі. Ця будівля «вперше намалювала себе сама» повідомив він («Фотографічний вісник», 1889). Але першим світлографічним зображенням, зробленим на натурі, був все-таки вид з вікна майстерні на сусідські дахи, виконаний Ньепсом дев'ятьма роками раніше. Дагер не даремно поспішав зі своїм дітищем. Фокс Телбот, дізнавшись у січня 1839 про повідомлення Д. Ф. Араго, зробленому в Паризької академії наук, тут же представив заяву про свій спосіб закріплення світлового зображення в Лондонське королівське товариство. Відомості про спосіб англійського винахідника були оприлюднені англійським науковим журналом. Фокс Телбот вчений з художницькою схильністю назвав свій винахід «калотипією», від грецького слова «калос» краса. Зображення виходило у камері-обскурі на папері, просоченому світлочутливим розчином. Паперову платівку проявляли, потім закріплювали. Це був негатив. З паперового негативу друкували позитивне зображення на світлочутливому папері.

## Розвиток
Способом Телбота рано зацікавилася Петербурзька академія наук. Співробітник її, І. X. Гамель, познайомився в Англії з Телботом і прислав до Петербурга вдосконалену камеру-обскуру і кілька його знімків. Ад'юнкту академії, хіміку Ю. Ф. Фріцше було доручено зайнятися вивченням і навіть удосконаленням способу Телбота. Захоплено взявся молодий науковець за працю і представив на закінчення письмовий звіт з додатком кількох калотипних знімків власного виготовлення. Доповідь було зроблено 24 травня 1839 і, наскільки відомо, виявився першим дослідженням методу Телбота, а калотипії Фріцше першими фотографічними дослідами в Росії. Якимись долями колекція знімків Телбота виявилася незабаром в Естонії; двадцять одна робота англійця зберігається в університеті Тарту.
Дагеротипія і тальботипія спочатку називалися фотографією небагатьма вченими, наприклад Дж. Гершелем і Д. Араго. У Росії увійшло в побут слово «світлопис». Вперше це слово згадується на сторінках журналу «Бібліотека для читання». У статті, так і названої «Світопис» (1839, т. 34), віддано перевагу «смаком і скромності» Телбота. «Він спочатку придумав для своїх» папірців «дуже просту назву» photogenic pictur «, тобто» светородная живопис «, або» світлопис «, і цей термін ми охоче приймаємо, як дуже слушну, вдалий і, головне, чужий шарлатанства», писав журнал з явним натяком на некоректність Дагера, який привласнив винаходу своє ім'я.
Наприкінці січня 1839 він попросив Фарадея показати на засіданні Лондонського Королівського товариства свої роботи, а 31 січня 1839 сам зробив там доповідь «Деякі висновки про мистецтво фотогенічного малюнка, або про процес, за допомогою якого предмети природи можуть намалювати самі себе без допомоги олівця художника». Телбот побоювався, що винахід Дагера виявиться таким же, як його власне, і не хотів втратити свій пріоритет. При цьому Телбот не усвідомлював, що Дагер розробив зовсім інший процес. З калотипією пов'язані і настільки відомі нам фотографічні терміни, адже Джон Гершель назвав фотографією винахід Телбота і пустив в обіг слова «негатив» і «позитив».
Саме калотипія поклала початок основам фотографії, якою ми її знаємо сьогодні.